# Carolina Reiber
Ne pas confondre avec Carolin Reiber, animatrice de télévision allemande.
Carolina Reiber, née le 1er mai 1973 à Schiers, est une coureuse de fond suisse spécialisée en marathon et course en montagne. Elle a remporté la médaille de bronze lors du Trophée européen de course en montagne 1995 et a terminé troisième du Grand Prix alpin 1997.

## Biographie
Le 10 juillet 1994, elle décroche la médaille d'argent aux championnats suisses de course en montagne à Lenzerheide. Avec la championne Isabella Moretti, elle se qualifie pour le Trophée mondial de course en montagne 1994 à Berchtesgaden. Le 28 août, elle remporte la course du Cervin avec 3 minutes d'avance sur l'Australienne Louise Fairfax et part confiante au Trophée mondial une semaine plus tard où elle termine septième et meilleure athlète helvétique, battant de 2 rangs la championne nationale. Le 13 novembre elle remporte son premier marathon au Tessin.
Le 30 avril 1995, elle remporte la médaille d'argent aux championnats suisse de marathon à Worben en 2 h 42 min 14 s, établissant son record personnel et le record national U23 de la discipline. Lors de la première édition officielle du Trophée européen de course en montagne à Valleraugue, elle remporte la médaille de bronze titre derrière ses compatriotes Eroica Spiess et Cristina Moretti pour un podium 100 % helvétique.
Durant la saison 1997, elle termine sur la troisième marche du podium de la course de Schlickeralm et se classe troisième du Grand Prix alpin. Le 6 septembre elle termine deuxième main dans la main avec Fabiola Rueda au marathon de la Jungfrau à près de 10 minutes derrière Franziska Rochat-Moser.
Elle se spécialise ensuite dans les marathons de montagne. Elle remporte l'édition inaugurale du marathon de Zermatt en 2002 qu'elle remporte à nouveau en 2003. Cette même année, elle remporte également le LGT Alpin Marathon puis, par la suite, le marathon des Grisons et le Swiss Alpine Marathon.

## Palmarès

### Course en montagne
| no  | féminin            | Course                                     | Longueur | Départ            | Temps           |
| --- | ------------------ | ------------------------------------------ | -------- | ----------------- | --------------- |
|     | Médaille de bronze | Course de montagne du Danis                | 6,3 km   | 11 juillet 1993   | 31 min 8 s      |
|     | Médaille d'argent  | Championnats suisses de course en montagne | 10,4 km  | 10 juillet 1994   | 51 min 23 s     |
|     | Médaille de bronze | Thyon-Dixence                              | 16,35 km | 7 août 1994       | 1 h 29 min 28 s |
|     | Médaille d'or      | Course du Cervin                           | 12 km    | 28 août 1994      | 1 h 9 min 32 s  |
| 7e  | 7e                 | Trophée mondial de course en montagne      | 7,34 km  | 4 septembre 1994  | 42 min 16 s     |
|     | Médaille d'argent  | Course du Glacier                          | 17,5 km  | 2 juillet 1995    | 1 h 19 min 21 s |
| 3e  | Médaille de bronze | Trophée européen de course en montagne     | 10 km    | 15 juillet 1995   | 1 h 7 min 32 s  |
|     | Médaille de bronze | Course du Cervin                           | 12 km    | 27 août 1995      | 1 h 13 min 9 s  |
|     | Médaille de bronze | Course du Glacier                          | 17,5 km  | 7 juillet 1996    | 1 h 37 min 9 s  |
|     | Médaille de bronze | Course de montagne du Danis                | 10,4 km  | 14 juillet 1996   | 52 min 19 s     |
|     | Médaille de bronze | Course du Cervin                           | 12 km    | 25 août 1996      | 1 h 14 min 31 s |
|     | Médaille d'or      | Course du Mont Fuji                        | 21 km    | 25 juillet 1997   | 3 h 18 min 58 s |
|     | Médaille de bronze | Course de Schlickeralm                     | 11,2 km  | 17 août 1997      | 1 h 13 min 51 s |
|     | Médaille de bronze | Course du Cervin                           | 12 km    | 2 septembre 1997  | 1 h 12 min 28 s |
|     | Médaille d'argent  | Marathon de la Jungfrau                    | 42,2 km  | 6 septembre 1997  | 3 h 32 min 6 s  |
|     | Médaille d'argent  | Swiss Alpine Marathon K42                  | 42 km    | 26 juillet 1998   | 3 h 46 min 19 s |
|     | Médaille de bronze | Course du Cervin                           | 12 km    | 30 août 1998      | 1 h 11 min 44 s |
|     | Médaille d'argent  | Marathon de la Jungfrau                    | 42,2 km  | 5 septembre 1998  | 3 h 26 min 8 s  |
|     | 4e                 | Swiss Alpine Marathon K42                  | 42 km    | 31 juillet 1999   | 3 h 58 min 48 s |
| 22e | Médaille d'or      | Marathon de Zermatt                        | 42,2 km  | 6 juillet 2002    | 4 h 2 min 45 s  |
| 42e | Médaille de bronze | Swiss Alpine Marathon                      | 42 km    | 27 juillet 2002   | 4 h 3 min 2 s   |
| 63e | Médaille de bronze | Marathon de la Jungfrau                    | 42,2 km  | 7 septembre 2002  | 3 h 36 min 49 s |
| 18e | Médaille d'or      | LGT Alpin Marathon                         | 42,2 km  | 14 juin 2003      | 3 h 45 min 18 s |
| 15e | Médaille d'or      | Marathon de Zermatt                        | 42,2 km  | 5 juillet 2003    | 3 h 45 min 24 s |
| 9e  | Médaille d'argent  | Swiss Alpine Marathon K42                  | 42 km    | 26 juillet 2003   | 3 h 38 min 43 s |
| 44e | Médaille de bronze | Course du Cervin                           | 14,35 km | 17 août 2003      | 1 h 20 min 4 s  |
| 26e | Médaille d'argent  | Marathon de la Jungfrau                    | 42,2 km  | 6 septembre 2003  | 3 h 27 min 39 s |
| 12e | Médaille d'or      | LGT Alpin Marathon                         | 42,2 km  | 5 juin 2004       | 3 h 30 min 16 s |
| 9e  | Médaille d'or      | Marathon des Grisons                       | 42,2 km  | 26 juin 2004      | 4 h 4 min 50 s  |
| 31e | Médaille de bronze | Swiss Alpine Marathon K42                  | 42 km    | 31 juillet 2004   | 3 h 56 min 59 s |
| 35e | 4e                 | Marathon de la Jungfrau                    | 42,2 km  | 11 septembre 2004 | 3 h 34 min 13 s |
| 10e | Médaille d'or      | LGT Alpin Marathon                         | 42,2 km  | 11 juin 2005      | 3 h 35 min 10 s |
| 20e | Médaille d'argent  | Marathon des Grisons                       | 42,2 km  | 25 juin 2005      | 4 h 34 min 12 s |
|     | Médaille d'or      | Swiss Alpine Marathon K42                  | 42 km    | 30 juillet 2005   | 3 h 47 min 3 s  |
| 29e | Médaille d'or      | LGT Alpin Marathon                         | 42,2 km  | 10 juin 2006      | 3 h 46 min 7 s  |
| 6e  | Médaille d'or      | Swiss Alpine Marathon K42                  | 42 km    | 29 juillet 2006   | 3 h 44 min 51 s |
| 26e | Médaille d'argent  | Swiss Alpine Marathon K42                  | 42 km    | 26 juillet 2008   | 4 h 7 min 58 s  |
| 49e | 4e                 | Marathon de la Jungfrau                    | 42,2 km  | 6 septembre 2008  | 3 h 44 min 31 s |
| 21e | Médaille de bronze | Marathon des Grisons                       | 42,2 km  | 27 juin 2009      | 4 h 28 min 5 s  |
| 34e | Médaille d'argent  | Swiss Alpine Marathon K42                  | 42 km    | 25 juillet 2009   | 4 h 6 min 21 s  |
| 67e | 6e                 | Marathon de la Jungfrau                    | 42,2 km  | 5 septembre 2009  | 3 h 45 min 0 s  |
| 18e | Médaille d'or      | Ultra Marathon de Zermatt                  | 45,6 km  | 9 juillet 2011    | 4 h 50 min 37 s |

### Route
| Année | Compétition                      | Lieu   | Place | Épreuve       | Temps           |
| ----- | -------------------------------- | ------ | ----- | ------------- | --------------- |
| 1994  | Marathon du Tessin               | Tenero | 1re   | Marathon      | 2 h 45 min 54 s |
| 1995  | Semi-marathon de Bienne          | Bienne | 1re   | Semi-marathon | 1 h 19 min 4 s  |
| 1995  | Championnats suisses de marathon | Worben | 2e    | Marathon      | 2 h 42 min 14 s |
| 1995  | Marathon du Tessin               | Tenero | 1re   | Marathon      | 2 h 47 min 17 s |
| 2003  | Marathon de Zurich               | Zurich | 4e    | Marathon      | 2 h 48 min 45 s |

## Records
| Épreuve  | Performance     | Date             | Lieu   |
| -------- | --------------- | ---------------- | ------ |
| Marathon | 2 h 42 min 14 s | 1er octobre 1989 | Berlin |